# Tapinoma panamense
Tapinoma panamense este o specie de furnică din genul Tapinoma Descrisă de William Morton Wheeler în 1934, specia este endemică în Panama. Acestea sunt cunoscute a fi foarte mici, la lungimi de doar 1-1,5 milimetri